# Oreochromis lidole
Oreochromis lidole is een straalvinnige vissensoort uit de familie van de cichliden (Cichlidae). De wetenschappelijke naam van de soort is voor het eerst geldig gepubliceerd in 1941 door Trewavas.